# Société Rochet

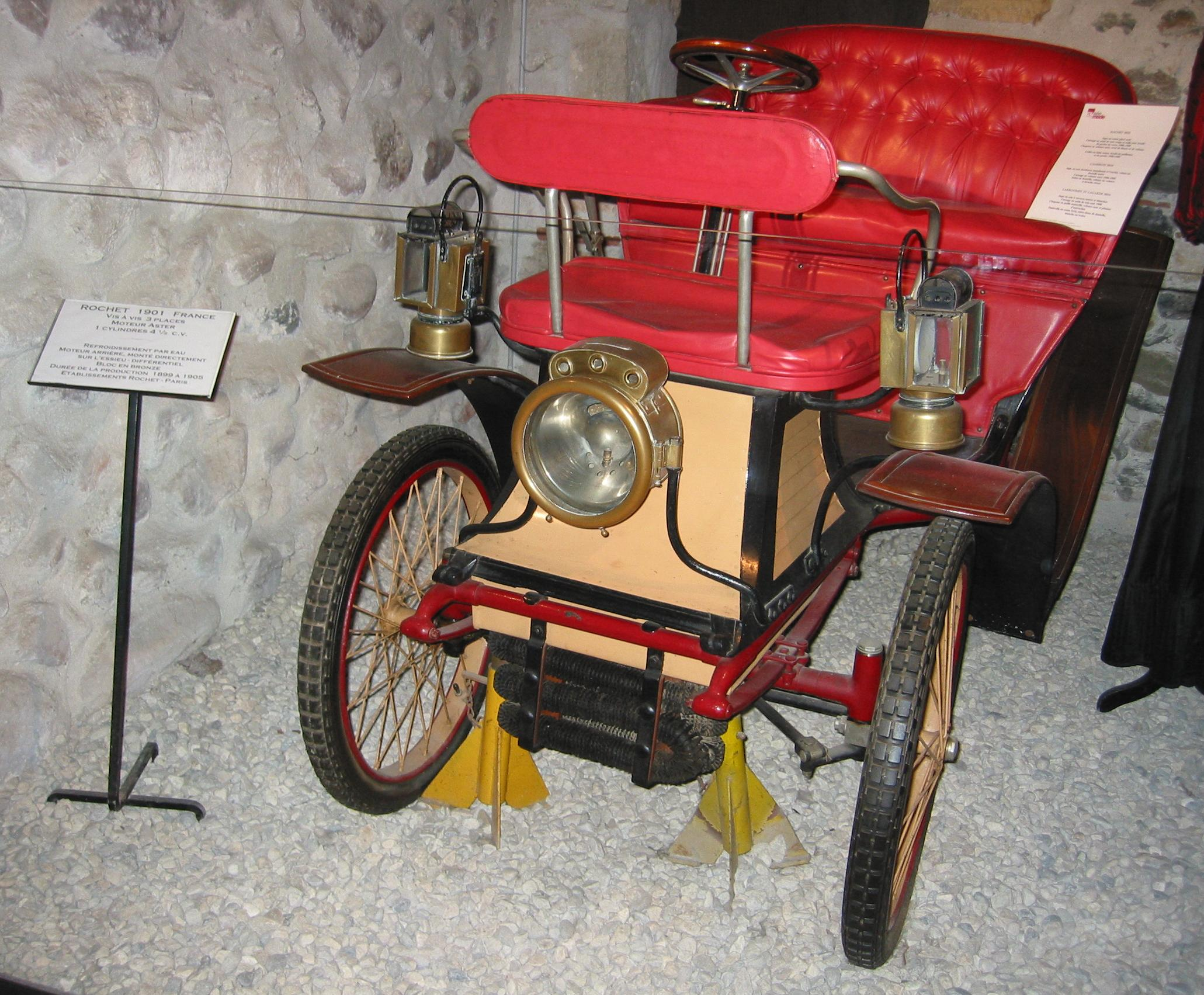
Rochet von 1901

Die Société Rochet war ein französischer Hersteller von Automobilen.

## Unternehmensgeschichte
Die Compagnie Générale des Cycles et Autos, später umbenannt in Société Rochet, begann 1899 in Paris mit dem Bau von Automobilen. Der Markenname lautete Rochet. Danneels fertigte Fahrzeuge in Lizenz. 1905 endete die Automobilproduktion. 1910 wurde das Unternehmen aufgelöst. Es bestand keine Verbindung zu Rochet Frères aus Lyon, die zu der Zeit ebenfalls Automobile unter dem Markennamen Rochet anboten.

## Modelle
Das erste Modell 6/8 CV besaß einen stehenden Zweizylindermotor im Heck, der über Ketten die Hinterräder antrieb. Der Motor stammte von Rossel und basierte ursprünglich auf einem Entwurf von Daimler. 1900 folgte das Modell 12 CV. 1902 kam das kleinere Modell 4 ½ CV mit einem Einzylindermotor von Aster dazu.
Ein Fahrzeug dieser Marke ist im Schloss Grandson zu besichtigen.

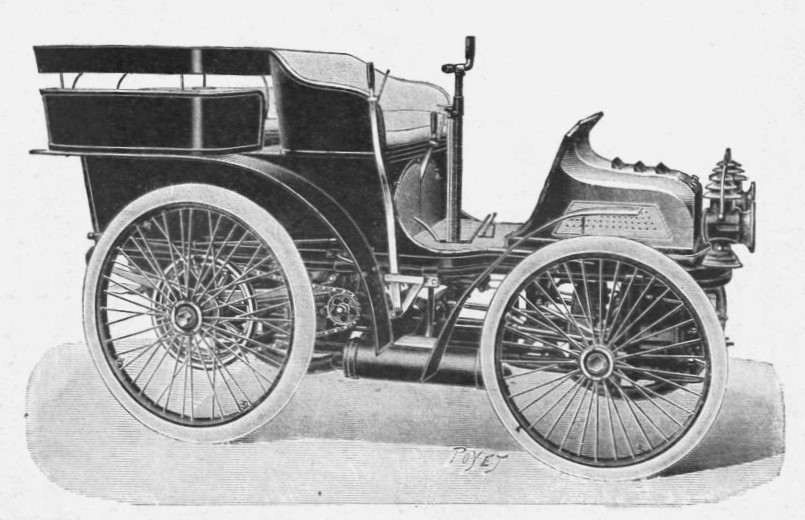
Rochet 6 CV (1899)
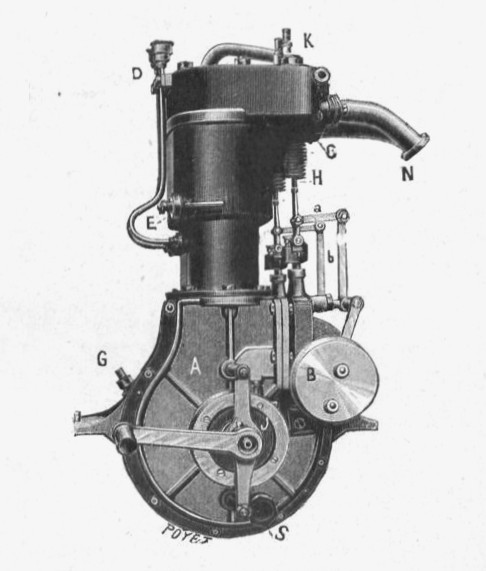
Rochet 6 CV 2 Cyl. (1899)
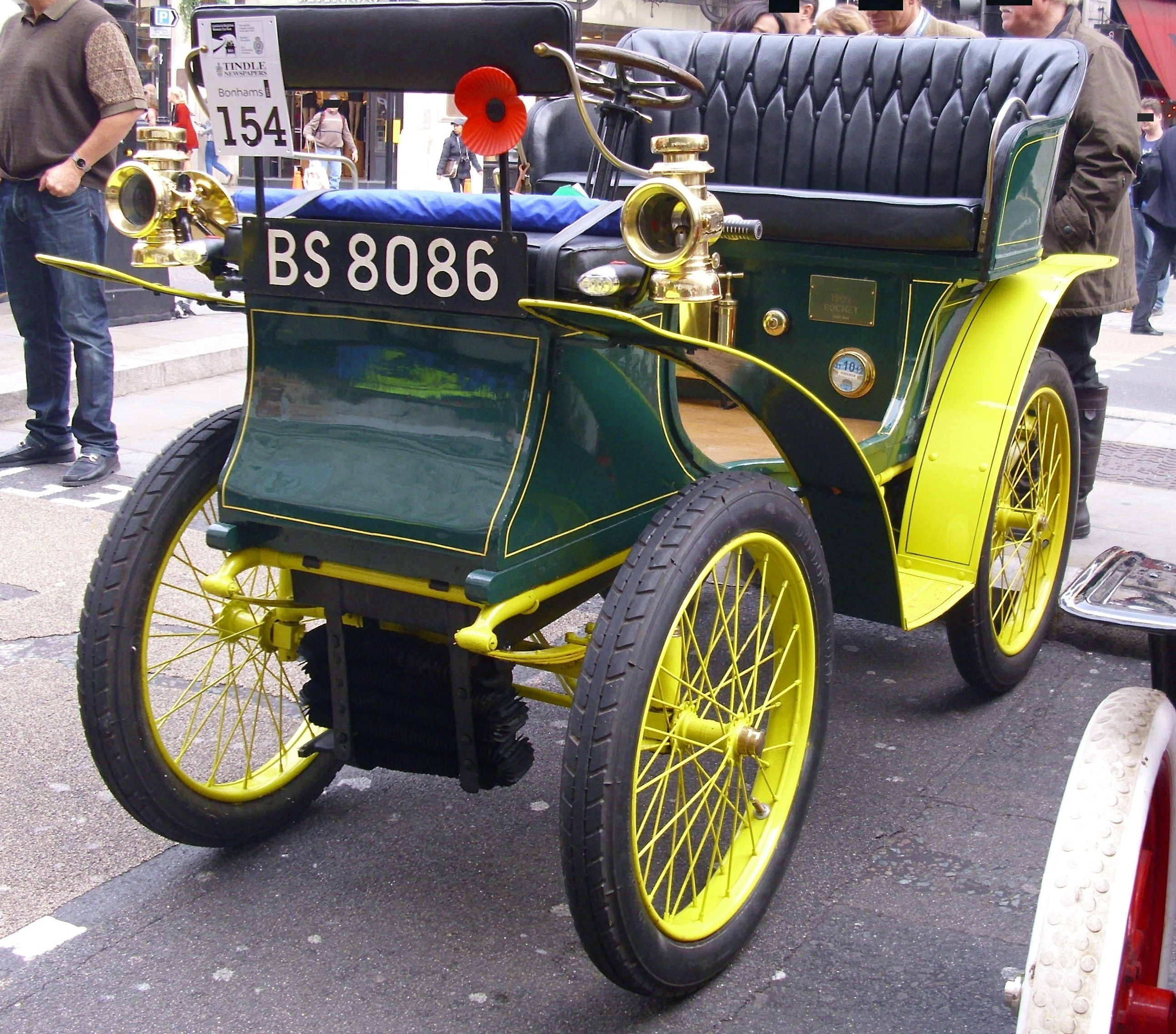
Rochet von 1902
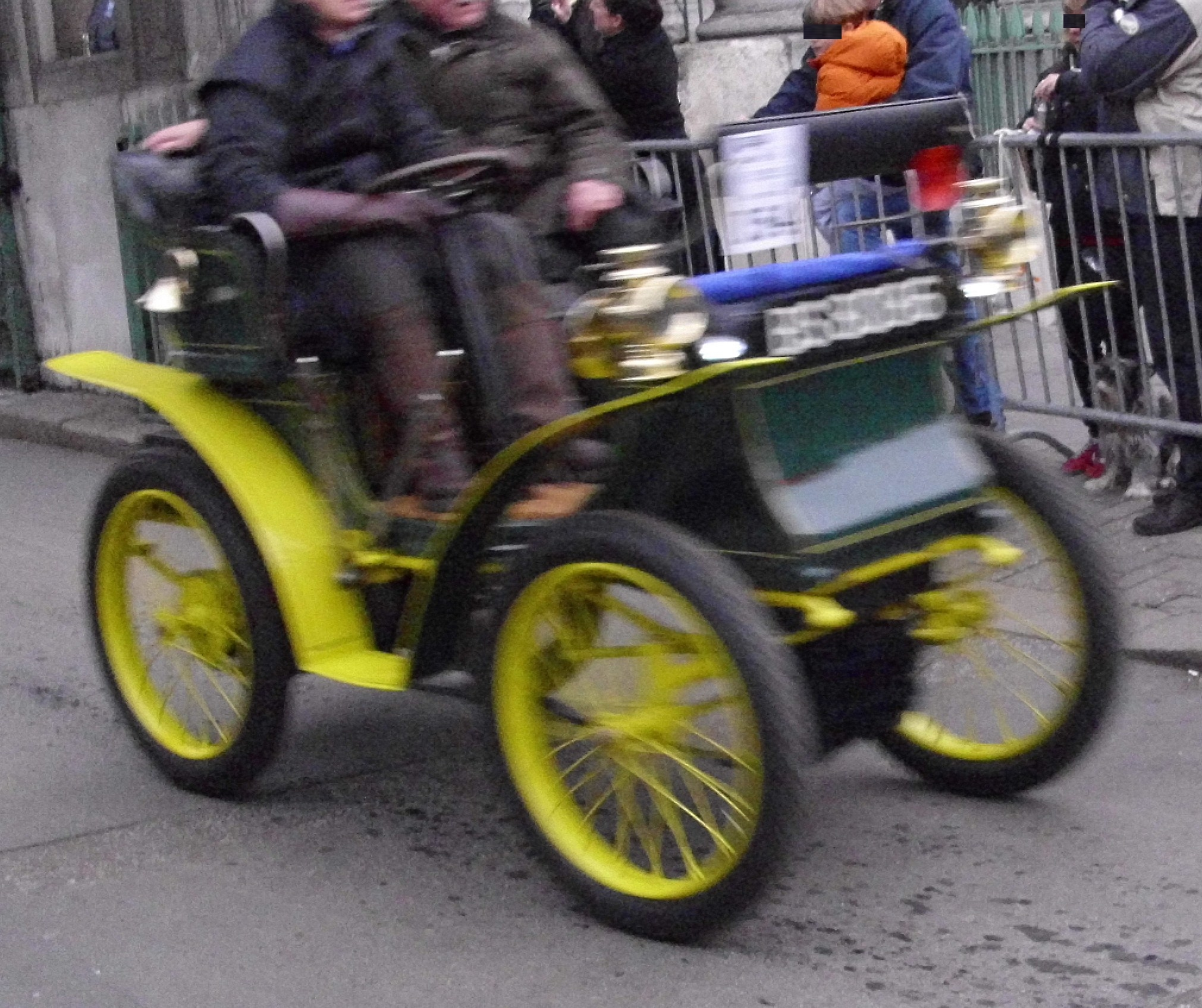
Rochet von 1902
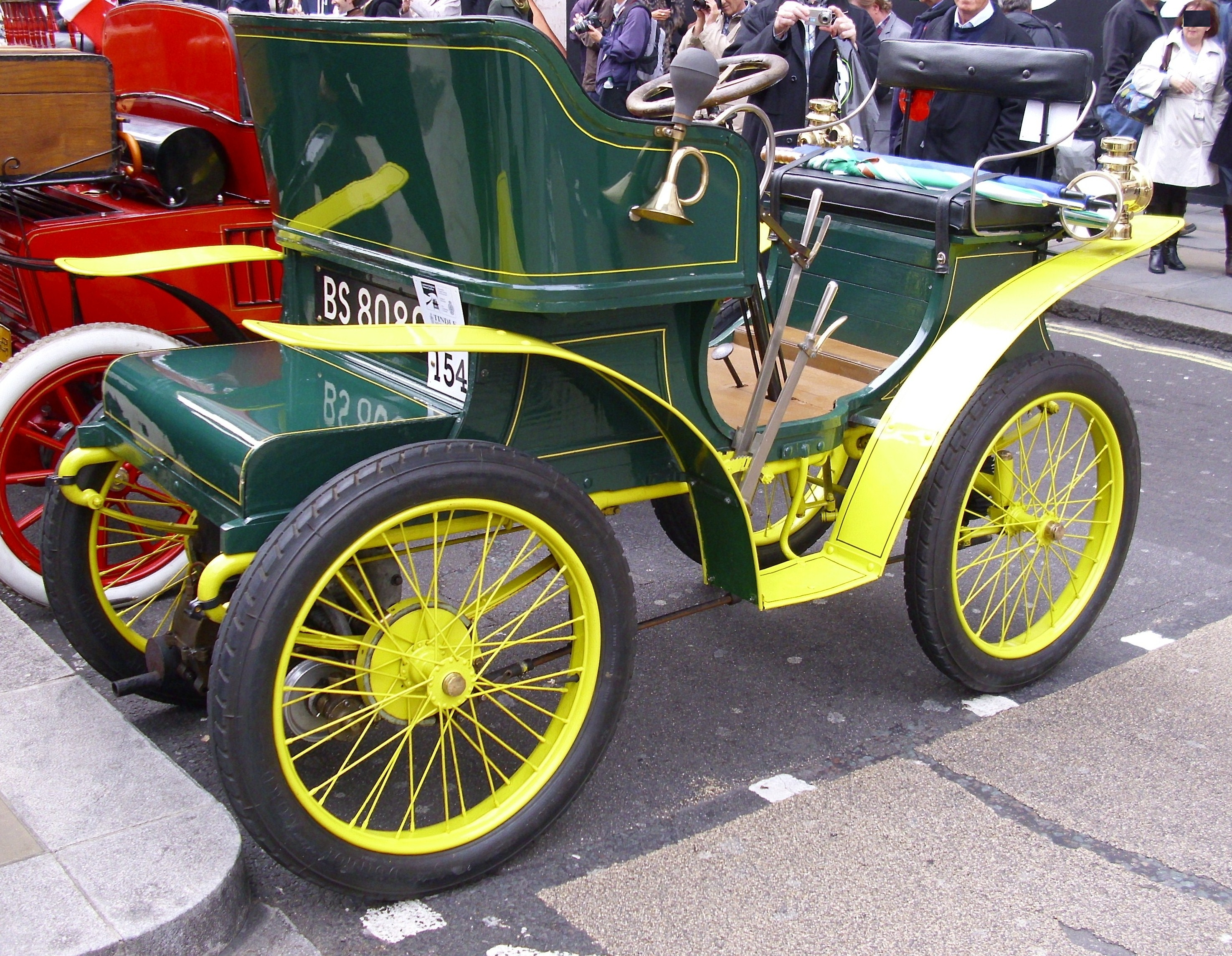
Rochet von 1902
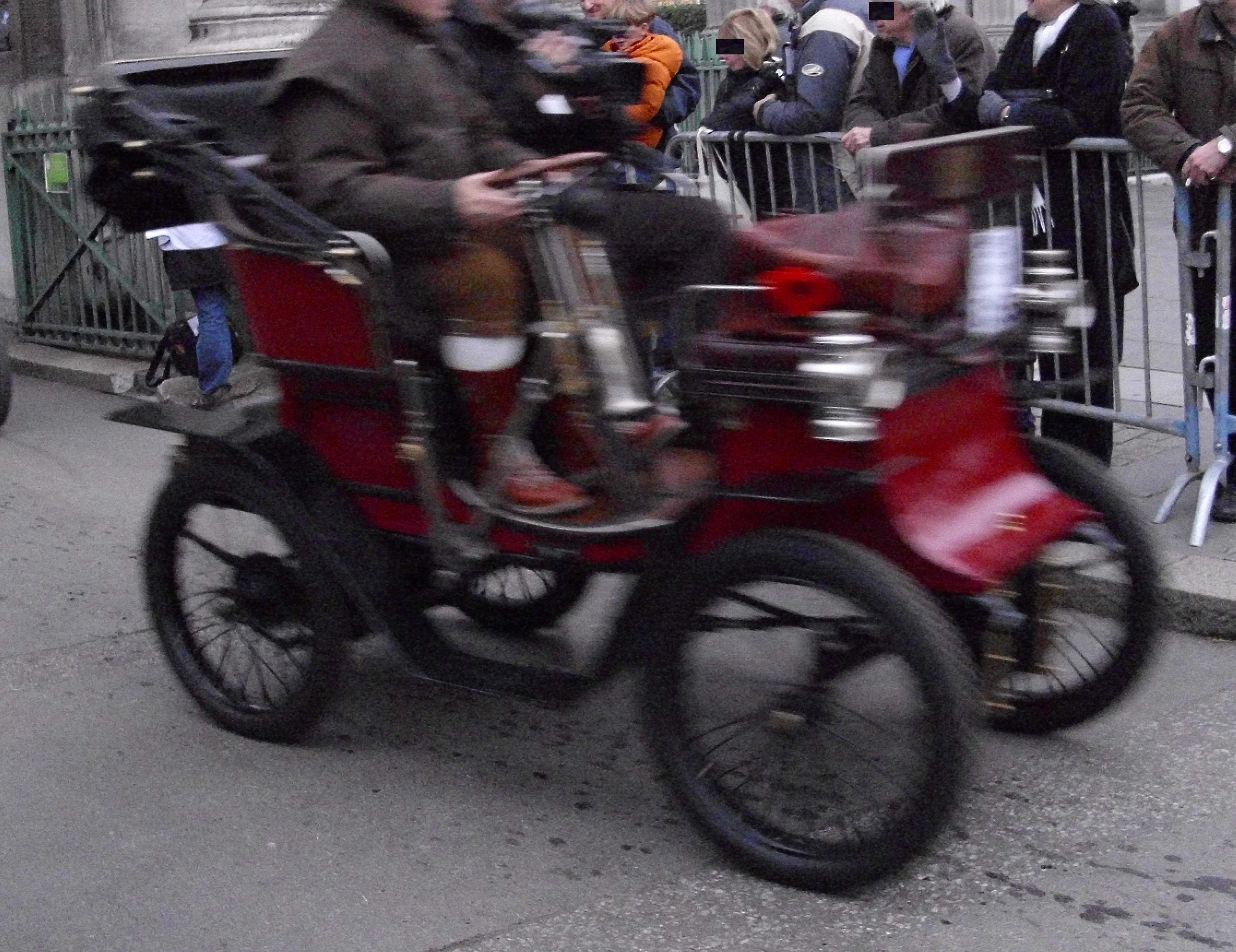
Rochet von 1902
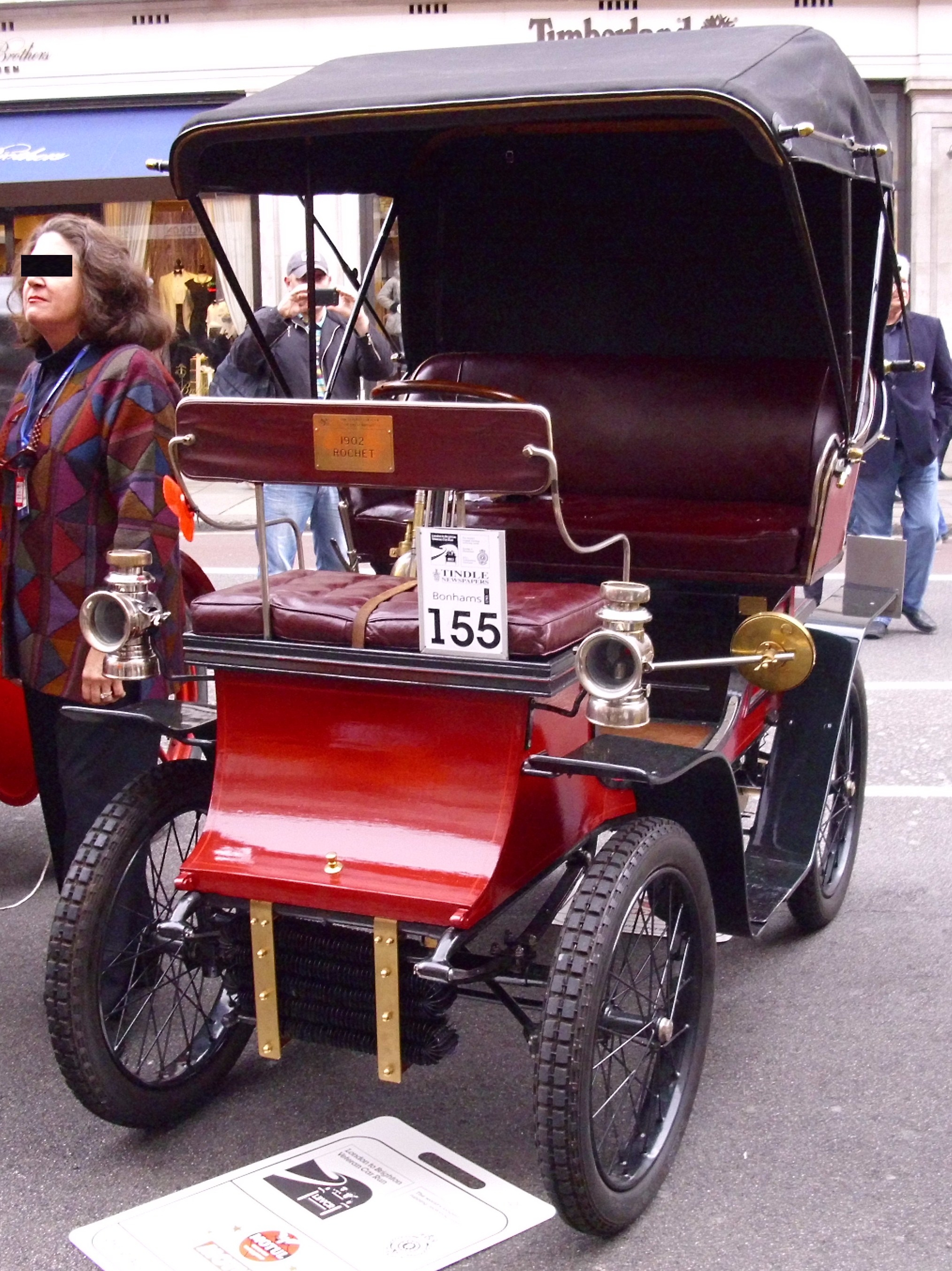
Rochet von 1902